# Mitchell Prentice
Mitchell Prentice (Wollongong, 2 de Março de 1983) é um ex-futebolista australiano, que atualmente está aposentado.

## Carreira por clubes
Formado pelo  AIS, ele jogou com  Northern Spirit e Marconi Stallions na  NSL antes de tentar a sorte no exterior, onde teve passagens curtas com o  escocês clube Stirling Albion e Super League da Malásia lado Pahang FA. Uma série de atuações impressionantes durante a viagem de pré-temporada de 2007 para a Malásia Perth Glory garantiu uma vaga para Mitchell na lista do clube para a temporada 2007-08. Prentice deixou o Perth Glory no final da temporada 2007/08, após não conseguir negociar um novo contrato. Foi contratado pelo Sydney FC para a época 2008/09, com um contrato de 2 anos com o Sydney FC. Ele marcou seu primeiro gol pelo Sydney no primeiro jogo da pré-temporada de 2008 contra o Queensland Roar no Campbelltown Stadium em sua vitória por 2-1. Ele marcou o livre que resultou na expulsão de  Queensland Seo Hyuk-Su por um desarme deslizante contra Alex Brosque de Sydney. Prentice jogou sua primeira partida da A-League como jogador do Sydney FC em 30 de agosto de 2008 no Sydney Football Stadium contra seu antigo clube, o Perth Glory. Prentice jogou a partida completa em que o Sydney FC venceu por 5-2. Prentice decidiu encerrar seu contrato 3 meses antes com o Sky blues no início de 2010. 
1. ↑   [http: //au.fourfourtwo.com/news/120047,prentice- quits-sky-blues.aspx «Prentice Sai do Sky Blues»] Verifique valor |url= (ajuda). Australian FourFourTwo. [https: //web.archive.org/web/20120921092648/http: //au.fourfourtwo. com / news / 120047% 2Cprentice-quits-sky-blues.aspx Cópia arquivada em 21 de setembro de 2012] Verifique valor |archiveurl= (ajuda)